# Список персонажей и актёров телесериала «Склифосовский»
«Склифосовский» — российский телесериал, медицинская драма, выходящий с 2012 года.

### Врачи
| Актёр                 | Роль |
| --------------------- | --- |
| Максим Аверин         | Олег Михайлович Брагин (с первого сезона) с первой по семнадцатую, с двадцатой по 109-ю, со 121-й по 153-ю, с 158-й по 162-ю, с 174-й серии — один из ведущих хирургов Склифа в отделении неотложной хирургии, с 99-й по 109-ю, с 121-й по 153-ю серии — заместитель заведующей отделением неотложной хирургии, с 110-й по 121-ю серию — фельдшер скорой помощи, с 153-й по 157-ю серию — работник спасательного отряда «Спас», со 162-й по 174-ю серию — участковый врач в районной поликлинике. С 64-й по 66-ю серию находился в городе Зарецк после аварии. Бывший возлюбленный Эммы Ашотовны Луспарян, бывший возлюбленный Ларисы Николаевны Куликовой, бывший возлюбленный Татьяны Жулиной. Бывший муж Лены Михалёвой. С 96-й серии — муж Марины Владимировны Нарочинской (Брагиной). С 24-й серии — отец Тамары (дочка от Эммы Луспарян), с 128-й серии — отец Кати (дочь от Марины Нарочинской). В 144-й серии у него обнаружились метастазы. В 146-й серии у него подтвердилась феохромоцитома. В последней серии десятого сезона у него родился сын Лев. |
| Мария Куликова        | Марина Владимировна Нарочинская (с 96-й серии — Брагина) (со второго сезона) с 26-й по 48-ю и с 83-й по 115-ю серию — нейрохирург в отделении неотложной хирургии, с 49-й по 81-ю серию — главврач отделения хирургии, с 116-й по 164-ю серии — заведующая нейрохирургическим отделением, со 164-й по 174-ю серии — нейрохирург в центре нейрохирургии имени Н. Н. Бурденко, со 174-й серии — нейрохирург в отделении нейрохирургии. Дочь Владимира Нарочинского, бывшая возлюбленная Виктора Хаева, бывшая возлюбленная Александра. С 96-й серии — жена Олега Брагина. С 128-й серии — мать Кати, в 179-й серии рассказывает Брагину, что вновь беременна. В последней серии десятого сезона у неё родился сын Лев. |
| Ольга Красько         | Лариса Николаевна Куликова (первый—второй сезоны) с первой по 26-ю серию — заведующая отделением неотложной хирургии, хирург. Бывшая возлюбленная Олега Брагина, бывшая жена Сергея Анатольевича Куликова. Мать Никиты Сергеевича Куликова. В 26-й серии погибла от рук наркомана. |
| Дмитрий Миллер        | Пётр Викторович Пастухов (первый—четвёртый, десятый―двенадцатый сезоны) с первой по 26-ю, с 54-й по 57-ю и с 194-й серии — сосудистый хирург в отделении неотложной хирургии, с 27-й по 53-ю серию — заведующий отделением неотложной хирургии, с 58-й по 82-ю серию — сотрудник Министерства Здравоохранения. Муж Полины Пастуховой. Приёмный отец Юли. В 83-й серии уехал с семьёй в Геленджик. В 194-й серии вернулся в Склиф на должность хирурга. |
| Владимир Жеребцов     | Константин Германович Лазарев (с первого сезона) с первой по 24-ю серию — ординатор, с 25-й по 180-ю серии – хирург отделения неотложной хирургии, со 180-й серии ― заместитель заведующей отделением неотложной хирургии. Сын Марии Валерьевны и Германа Лазаревых, внук Александры Ивановны, с 75-й серии — пасынок Хромова. С 117-й по 120-ю серию находился под следствием. Бывший парень Анны Афанасьевой. С 160-й серии — муж Александры Покровской. Приёмный отец Ильи Хромова. В последней серии десятого сезона пострадал в аварии. |
| Антон Эльдаров        | Салам Магомедович Гафуров («Махмуд») (первый—пятый сезоны) с первой по двенадцатую серии — аспирант, с тринадцатой по 58-ю и с 70-й по 105-ю серии — хирург в отделении неотложной хирургии. С 24-й по 105-ю серии — кандидат медицинских наук. С 31-й по 53-ю серию — парень Юли. Старший брат Алины, сын Венеры Халиловны Гафуровой. С 76-й по 105-ю серии — ответственный за научную работу. В 105-й серии погиб в результате несчастного случая. |
| Константин Юшкевич    | Сергей Анатольевич Куликов (с первого сезона) с двенадцатой серии — хирург-травматолог в отделении неотложной хирургии, бывший муж Ларисы Куликовой, бывший возлюбленный Лады Ермиловой, бывший возлюбленный Анны Ханиной, бывший муж Ольги Дмитриевой (Куликовой), возлюбленный Светланы. Отец Никиты Куликова. |
| Алёна Яковлева        | Марина Сергеевна Шеина (первый сезон) с первой по восемнадцатую серию — начальник медицинской части, гражданская жена Михаила Иосифовича Бреславца. В восемнадцатой серии уволилась вместе с Бреславцем. |
| Эммануил Виторган     | Михаил Иосифович Бреславец (первый, восьмой, десятый сезоны) с первой по шестнадцатую серию — главврач отделения хирургии, гражданский муж Марины Сергеевны Шеиной. В шестнадцатой серии уволился по состоянию здоровья, с 146-й по 151-ю серию — временно исполняющий обязанности заведующего отделением неотложной хирургии. |
| Ксения Лаврова-Глинка | Татьяна Жулина (первый—четвёртый сезоны) В первых сезонах — психиатр, с 60-й серии — хозяйка благотворительного фонда. Бывшая возлюбленная Олега Брагина. |
| Марина Могилевская    | Вера Георгиевна Зименская (первый—третий сезоны) с семнадцатой по 48-ю серию — главврач отделения хирургии, с 49-й серии — сотрудница Министерства Здравоохранения. Бывшая жена Михаила Зименского. |
| Андрей Барило         | Евгений Владимирович Неклюдов (первый—четвёртый, шестой—восьмой, одиннадцатый—двенадцатый сезоны) с 23-й по 81-ю серию и с 208-й по 224-ю серию — анестезиолог-реаниматолог в отделении неотложной хирургии, в 82-й серии уволился и улетел в Испанию. Бывший муж Нины Дубровской. Отец Павла Неклюдова и Варвары Дубровской. Сын Натальи Леонидовны Неклюдовой. С 93-й по 112-ю серию жил в Аргентине, стал бизнесменом. С 126-й серии — владелец кино-бара. В одиннадцатом сезоне вернулся в Москву. С двенадцатого сезона вновь работает в Склифе. Умер в 224-й серии из-за оторвавшегося тромба. |
| Лаура Кеосаян         | Эмма Ашотовна Луспарян (первый—второй сезоны) с первой по двенадцатую серию — анестезиолог-реаниматолог в отделении неотложной хирургии, в двенадцатой серии уволилась и уехала в Санкт-Петербург. С 48-й по 128-ю серии жила в США. Бывшая возлюбленная Олега Брагина. Дочь Ашота Гаспаровича Луспаряна. Мать Тамары (дочка от Брагина). В 128-й серии погибла вместе с мужем в ДТП. |
| Александр Сирин       | Иван Николаевич Хромов (со второго сезона) с 33-й по 85-ю, 104-й по 180-ю и с 197-й серии — один из ведущих хирургов Склифа, с 96-й по 104-ю серию — врач частной клиники в Санкт-Петербурге. Бывший муж Аллы Хромовой. Отец Гриши Хромова. С 75-й серии — муж Марии Валерьевны, отчим Кости. С восьмого сезона — дедушка Илюши. В 180-й серии ушёл на пенсию. В последней серии десятого сезона пострадал в аварии. Был экстренно прооперирован, выжил. Со 197-й серии вернулся в Склиф на должность хирурга в отделении неотложной хирургии. Параллельно работал (в одиннадцатом сезоне) в благотворительном медицинском центре. |
| Владимир Довжик       | Юрий Михайлович Шейнман (с первого сезона) нейрохирург, с первой по 114-ю и с 164-й серии — заведующий нейрохирургическим отделением, с 115-й по 163-ю серии — врач-нейрохирург в центре нейрохирургии имени Н. Н. Бурденко. |
| Елена Яковлева        | Ирина Алексеевна Павлова (урождённая Егорова) (с третьего сезона) хирург, сосудистый хирург, с 53-й по 82-ю, с 85-й по 145-ю и с 161-й серии — заведующая отделением неотложной хирургии, с 82-й по 84-ю серию — исполняющая обязанности главврача, с 146-й по 160-ю серию — сосудистый хирург в отделении неотложной хирургии. Бывшая жена Николая Павлова, бывшая любовница Дмитрия Аскерова, бывшая любовница / невеста Анатолия Аленикова. Мать Артёма Павлова, бабушка Агнеты Артёмовны Павловой. В 176-й серии попала под машину. Со 190-й серии ― жена Геннадия Кривицкого. |
| Александр Чернявский  | Ян Александрович Иванов (второй—третий сезоны) с 29-й по 71-ю серию — ординатор отделения неотложной хирургии, ученик Константина Лазарева. Бывший парень Татьяны Третьяковой. В 71-й серии уволен за халатность. |
| Александр Соколовский | Артём Николаевич Павлов (третий—пятый сезоны) с 60-й по 79-ю серию — ординатор отделения неотложной хирургии, в 80-й серии перевёлся из Склифа в центр нейрохирургии имени Н.Н. Бурденко, в 103-й серии улетел вместе с девушкой в Краков на стажировку. Сын Николая и Ирины Павловых. Муж Регины Павловой. Отец Агнеты Артёмовны Павловой. |
| Мария Рыщенкова       | Александра Алексеевна Покровская (четвёртый—одиннадцатый сезоны) с 86-й серии — хирург-гинеколог в отделении неотложной хирургии, с 183-й серии — врач-гинеколог в благотворительном медицинском центре. Дочь Алексея Абрамовича Покровского. С 160-й серии — жена Константина Лазарева. Приёмная мать Ильи Хромова. |
| Карэн Бадалов         | Алексей Абрамович Покровский (четвёртый сезон) с 85-й по 98-ю серию — главврач, хирург-кардиолог, в 98-й серии уволился из-за трудного режима работы и улетел вместе с женой в Швейцарию, в 94-й серии выяснилось, что у него был инфаркт. Отец Александры Покровской. |
| Сергей Ланбамин       | Виктор Сергеевич Жулин (третий сезон) военный хирург, с 64-й по 66-ю серию — лечащий врач Олега Брагина в Зарецке. |
| Сергей Рубеко         | Иван Сидорович (третий сезон) хирург-травматолог, с 64-й по 66-ю серию — лечащий врач Олега Брагина и других пациентов в Зарецке. |
| Александр Стефанцов   | Алексей Фёдорович Дергачёв (пятый сезон) хирург-офтальмолог высшей категории, врач офтальмологического МНТК имени С.Н. Федорова. С 103-й по 104-ю серию — лечащий врач Олега Брагина. |
| Андрей Ильин          | Геннадий Ильич Кривицкий (с шестого сезона) челюстно-лицевой хирург в отделении неотложной хирургии, до 118-й серии — владелец и сотрудник челюстно-лицевой клиники в Израиле, с 118-й по 150-ю и с 174-й серии — челюстно-лицевой хирург НИИ имени Н. В. Склифосовского, с 151-й по 160-ю серию — заведующий отделением неотложной хирургии. В 160-й серии уехал в Израиль. В 173-й серии возвращается в Москву, со 190-й серии ― муж Ирины Павловой. Отец Алексея Геннадьевича Кривицкого и Марии Геннадьевны Кривицкой. |
| Евгения Лютая         | Анна Ханина (шестой―одиннадцатый сезоны) с 120-й по 195-ю серии — анестезиолог-реаниматолог в отделении неотложной хирургии. Бывшая возлюбленная Сергея Куликова, бывшая жена Михаила Ханина (по 176-ю серию). Мать Кристины Ханиной. В 176-й серии повторно вышла замуж за бывшего мужа Михаила Ханина. В 195-й серии вместе с Михаилом Ханиным уволилась из Склифа и уехала в Екатеринбург. |
| Валерий Ярёменко      | Илья Александрович Кольцов (пятый—шестой сезоны) психиатр, с 109-й по 114-ю серию — лечащий врач Нины Дубровской. |
| Константин Лукич      | Константин (четвёртый-восьмой сезоны) анестезиолог-реаниматолог в отделении неотложной хирургии. |
| Илья Рогов            | Анатолий Анатольевич Алеников (седьмой сезон) с 129-й по 144-ю серию — ординатор отделения неотложной хирургии. Сын Аленикова Анатолия Борисовича и Елены Алениковой. В 144-й серии покончил с собой. |
| Гоша Куценко          | Александр Поляков (седьмой сезон) с 129-й по 144-ю серию — нейрохирург в нейрохирургическом отделении НИИ Склифосовского. В 144-й серии уволился из-за любви к Марине Нарочинской. |
| Галина Безрук         | Василиса (восьмой―девятый сезоны) с 145-й по 156-ю серию — ординатор в отделении неотложной хирургии, с 156-й серии — ординатор в отделении нейрохирургии. Девушка Николая Пирогова. Была направлена в Склиф Минздравом. В девятом сезоне ушла в центр нейрохирургии имени Бурденко. |
| Филипп Горенштейн     | Николай Юрьевич Пирогов (восьмой―десятый сезоны) с 145-й по 161-ю серии — ординатор в отделении неотложной хирургии, в 161-й и 162-й серии ― хирург в отделении неотложной хирургии, со 163-й по 178-ю серии ― заместитель заведующей отделением неотложной хирургии. В 178-й серии уволился по собственному желанию. Парень Василисы. Был направлен в Склиф Минздравом. |
| Линда Лапиньш         | Ева Мерц (восьмой сезон) с 150-й по 153-ю серию — лечащий врач-онколог Олега Брагина. |
| Сергей Пиотровский    | Вячеслав Михайлович Мартынов (восьмой―девятый сезоны) ведущий нейрохирург в НИИ имени Бурденко, был влюблён в Марину Нарочинскую (Брагину). |
| Глеб Подгородинский   | Михаил Евгеньевич Ханин (восьмой―одиннадцатый сезоны) с 157-й по 195-ю серии — кардиолог в отделении неотложной хирургии. Бывший муж Анны Ханиной (по 176-ю серию), отец Кристины Ханиной. В 176 серии снова женился на бывшей жене Анне Ханиной. В 195-й серии вместе с Ханиной уволился из Склифа и уехал в Екатеринбург. |
| Мария Порошина        | Тамара Владимировна Сперанская (девятый―десятый сезоны) главврач районной поликлиники. Была влюблена в Олега Брагина. |
| Ольга Богомазова      | Арина Ильинична Щукина (девятый―десятый сезоны) со 161-й по 178-ю серии ― интерн в отделении неотложной хирургии. Встречалась с Николаем Пироговым и Дмитрием Петровым. |
| Сергей Ходьков        | Дмитрий Львович Петров (с девятого сезона) со 161-й по 178-ю серии ― интерн в отделении неотложной хирургии, со 178-й серии ― ординатор, со 193-й серии ― анестезиолог-реаниматолог в отделении неотложной хирургии. |
| Владимир Тяптушкин    | Алексей Алексеевич Тараньков (девятый―десятый сезоны) со 161-й по 178-ю серии ― интерн в отделении неотложной хирургии. |
| Дмитрий Ульянов       | Андрей Яковлевич Волошин (с десятого сезона) со 177-й серии ― сосудистый хирург в отделении неотложной хирургии. Бывший муж Риты Волошиной. С 218-й серии — муж Инны Посельской, дочери Игоря Полонского. |
| Алексей Тахаров       | Эльчин Сергеевич Саралеев (с десятого сезона) со 177-й серии ― ординатор в отделении неотложной хирургии, молодой человек Тани Третьяковой. Впоследствии хирург, а с двенадцатого сезона ― отец близнецов Тани Третьяковой. |
| Марианна Васильева    | Майя Николаевна Захарова (десятый―одиннадцатый сезоны) со 177-й по 195-ю серии ― хирург в отделении неотложной хирургии. В 195-й серии уволена, не пройдя переаттестацию. Бывшая любовница Андрея Волошина, бывшая девушка Алексея Кривицкого. |
| Роман Мадянов         | Игорь Яковлевич Полонский (одиннадцатый—двенадцатый сезоны) со 193-й серии ― главврач Склифа. Отец Инны Посельской. Друг молодости Геннадия Кривицкого. |
| Ирина Низина          | Юлия Геннадьевна Семёнова (с двенадцатого сезона) с 210-й серии — врач-гинеколог в отделении неотложной хирургии. |

## Медсёстры, санитары, фельдшеры
| Актёр                     | Роль |
| ------------------------- | --- |
| Анна Якунина              | Нина Дмитриевна Дубровская с 1-й по 112-ю и с 120-й серии — регистратор, сменщица Маргариты, со 164-й серии — операционная сестра. Сноха Натальи Леонидовны Неклюдовой, младшая сестра Екатерины Дубровской. Бывшая возлюбленная Дмитрия Аскерова, бывшая возлюбленная Вячеслава Никифорова, бывшая возлюбленная Владимира Королёва, бывшая жена Евгения Неклюдова. Мать Павла Неклюдова и Варвары Дубровской. |
| Светлана Закирова         | Маргарита (2—8 сезоны) регистратор, сменщица Нины. |
| Ольга Павловец            | Полина Пастухова (1—4, 10—12 сезоны) с 1-й по 82-ю и со 194-й серии — старшая медсестра. Жена Петра Пастухова. Приёмная мать Юли. Бывшая возлюбленная Ильи Земцова. В 83-й серии — уехала вместе с семьёй в Геленджик. В 194 серии вернулась в Склиф на должность медсестры в отделении неотложной хирургии.                                                                                                   |
| Мария Кожевникова         | Анна Андреевна Афанасьева (1 сезон) с 1-й по 23-ю серию — медсестра, в 24-й серии стала хирургом. В 24-й серии — уволилась, и переехала вместе с женихом Антоном за границу. Бывшая девушка Константина Лазарева. |
| Екатерина Травова         | Татьяна Третьякова медсестра, одно время работала старшей медсестрой в нейрохирургии, бывшая девушка Яна. Невеста Антона, несмотря на его ВИЧ-заболевание. Со 180-й серии — мать Антона (сын от погибшего Антона), девушка Эльчина. В 12-м сезоне родила двойню от Эльчина. |
| Надежда Горелова          | Елена Михалёва (2—4, 10 сезоны) с 26-й по 73-ю серию — операционная медсестра, жена/бывшая жена Олега Брагина. В 73-й серии — уволилась по собственному желанию. |
| Андрей Бутин              | Фёдорыч (3—4 сезоны) фельдшер скорой помощи, В 91-й серии сделал предложение руки и сердца Нине Дубровской, но получил отказ. |
| Елизавета Климова         | Зоя (3 сезон) медсестра |
| Ольга Милоянина           | Карина (3 сезон) медсестра |
| Галина Чурилина           | Екатерина Ивановна (2—4 сезоны) медсестра |
| Анна Уколова              | Лада Ермилова (4 сезон) с 77-й по 84-ю серию — медсестра, с 84-й по 96-ю серию — старшая медсестра. Бывшая возлюбленная Сергея Куликова. В 96-й серии уволилась после скандала со смертью пациента. |
| Олег Чернов               | Дмитрий Аскеров (5—6 сезоны) с 100-й по 116-ю серию – санитар. Бывший любовник Ирины Павловой, бывший возлюбленный Нины Дубровской. В 116-й серии после разоблачения уехал вместе с женой обратно в Воронеж. |
| Ирина Основина            | Фаина Игоревна Усова (5—11 сезоны) С 98-й по 127-ю серию — старшая медсестра, с 128-й по 194-ю серии — главная медсестра, со 194-й серии — медсестра. Фанатично верующая, склонная к сектантским проявлениям. Влюблена в Геннадия Кривицкого, но впоследствии остались с ним друзьями. |
| Леонид Громов             | Михаил Иванович Вахарчук (5—6 сезоны) водитель скорой помощи, с 112-й по 121-ю серию — коллега Олега Брагина. |
| Дмитрий Жульков           | Павел (5—6 сезоны) фельдшер скорой помощи, с 112-й по 121-ю серию — коллега Олега Брагина. |
| Екатерина Давыдова-Тонгур | Галина (3, 7 сезоны) медсестра, с 64-й по 66-ю серию — ухаживала за Олегом Брагиным в Зарецке, была в него влюблена. |
| Маша Дунаевская           | Милана (7 сезон) бывшая медсестра «Склифа». Была влюблена в Ивана Хромова. |
| Нина Усатова              | Ирина Фёдоровна Успенская (с 8-го сезона) администратор турбазы «Горный Орёл», далее — пациентка «Склифа», с 162-й по 194-ю серии — регистратор НИИ им. Н.В. Склифосовского. В 194 серии была уволена из «Склифа» и стала работать няней у семьи Брагиных. В 12 сезоне вернулась в «Склиф» заведующей ресторана.                                                                                               |
| Гавриил Федотов           | Алексей Геннадьевич Кривицкий (10—11 сезоны) с 184-й по 196-й серию — санитар в отделении неотложной хирургии. Сын Геннадия Кривицкого. Бывший молодой человек Майи. Пасынок Ирины Павловой. В 196-й серии уехал в Аргентину. |
| Полина Долиндо            | Инна Игоревна Посельская (с 11-го сезона) со 194-й серии — старшая медсестра в отделении неотложной хирургии. С 218-й серии — жена Андрея Волошина. Дочь Игоря Полонского. |

## Родственники, друзья, знакомые
| Актёр                          | Роль |
| ------------------------------ | --- |
| Максим Щеголёв                 | Антон (1 сезон) пациент/жених Анны Афанасьевой. В 24-й серии — улетел вместе с ней за границу. |
| Александр Сетейкин             | Никита Сергеевич Куликов (1—3, 5—7, 9―11 сезоны) абитуриент, с 1-й по 96-ю серию — школьник, с 99-й серии — работник биологической лаборатории, с 119-й серии — абитуриент биологического факультета МГУ. Сын Ларисы и Сергея Куликовых. Муж (с 10-го сезона) Кристины Ханиной. В 136-й серии уехал обратно в Екатеринбург; возвращался в Москву на суд отца. В 195-й серии вместе с Кристиной уехал на ПМЖ в Турцию. |
| Эвклид Кюрдзидис               | Михаил Зименский (1—2 сезоны) адвокат, бывший муж Веры Зименской. В 36-й серии — покончил с собой, выпав из окна. |
| Лариса Бурмистрова             | Мария Валерьевна Лазарева (Хромова) (с 1-го сезона) ведущая на центральном канале. Мать Константина Лазарева, дочь Александры Ивановны, вдова Германа Лазарева, с 75-й серии — жена Ивана Николаевича Хромова. Бабушка Ильи Хромова. |
| Иван Гордиенко                 | Герман Лазарев (1 сезон) ведущий на центральном канале. Отец Константина Лазарева, муж Марии Валерьевны. Скончался в 23-й серии. |
| Евгения Дмитриева              | Ольга Сергеевна Дмитриева-Куликова (2―9 сезон) пациентка/бывшая пациентка/жена/бывшая жена Сергея Куликова. В 9 сезоне уехала к брату в Америку. |
| Константин Соловьёв            | Виктор Хаев (2 сезон) чиновник, бывший возлюбленный Марины Нарочинской. |
| Татьяна Аугшкап                | Екатерина Дубровская (2—3 сезоны) старшая сестра Нины Дубровской, тётя Павла Неклюдова и Варвары Дубровской. |
| Татьяна Исакова                | Юлия (2—3 сезоны) студентка, бывшая девушка Салама Гафурова, старшая сестра Саввы. |
| Владимир Лаптев                | Владимир Сергеевич Нарочинский (2 сезон) нейрохирург с мировым именем, отец Марины Нарочинской. Инвалид, больной рассеянным склерозом, в 49-й серии умер от инфаркта. |
| Светлана Свибильская           | Евгения Ивановна (2—4, 11 сезоны) домохозяйка, мать Полины Пастуховой, тёща Петра Пастухова, приёмная бабушка Юли. В 82-й серии осталась в Москве из-за нежелания семьи брать её с собой в Геленджик. |
| Мария Фурсенко                 | Алина Магомедовна Гафурова (2 сезон) абитуриентка, младшая сестра Салама Гафурова, дочь Венеры Халиловны Гафуровой. В 38-й серии чуть не погибла от употребления наркотиков. |
| Сергей Горобченко              | Илья Ильич Земцов (3—4 сезоны) заместитель мэра по вопросам строительства, с 56-й по 57-ю серию — пациент Склифа. Бывший любовник Полины Пастуховой. |
| Иван Шабалтас                  | Николай Павлов (3—5 сезоны) профессор МГТУ им. Н.Э. Баумана. Бывший муж Ирины Павловой, отец Артёма Павлова. Дедушка Агнеты Артёмовны Павловой. |
| Анна Васильева                 | Мария (3—4 сезоны) любовница Николая Павлова. |
| Ефим Петрунин                  | Савва (3 сезон) скинхед, младший брат Юли. |
| Ольга Машная                   | Михалёва (3 сезон) домохозяйка, мать Лены Михалёвой, теща/бывшая тёща Олега Брагина. |
| Григорий Калинин               | Григорий Иванович Хромов (3 сезон) наркоман, сын Ивана и Аллы Хромовых. В 69-й серии умер от передозировки. Муж Елены Хромовой. Отец Ильи Хромова. |
| Янина Романова                 | Александра (4, 7 сезоны) мать Вероники, однокурсница Олега Брагина. |
| Софья Хилькова                 | Вероника (4, 7 сезоны) С 73-й по 84-ю серию — самоназванная «дочь» Олега Брагина, дочь Александры. |
| Людмила Аринина                | Александра Ивановна («Шура») (4—5 сезоны) пенсионерка, мать Марии Валерьевны, тёща Ивана Николаевича Хромова, бабушка Константина Лазарева. В 102-й серии умерла от субарахноидального кровоизлияния в мозг. |
| Татьяна Владимирова            | Наталья Андреевна Дмитриева (4—6 сезоны) мать Ольги Дмитриевой, вдова Виктора Павловича Дмитриева. |
| Виктор Бунаков                 | Виктор Павлович Дмитриев (4 сезон) муж Натальи Андреевны, отец (отчим) Ольги Дмитриевой. В 83-й серии — умер во время операции на сердце. |
| Елена Папанова                 | Наталья Леонидовна Неклюдова (4—6, с 9-го сезона) бывшая учительница начальных классов, мать Евгения Неклюдова, свекровь Нины Дубровской, бабушка Варвары Дубровской и Павла Неклюдова. |
| Андрей Аверьянов               | Анатолий Николаевич Кочергин (4 сезон) президент фармацевтической компании, давний «приятель» Олега Брагина. С 77-й по 84-ю серию — поставщик «тромбостаза» в Склиф. |
| Анна Масальская                | Виктория Львовна Грекова (5 сезон) юрист, адвокат НИИ им. Н.В. Склифосовского, с 109-й по 111-ю серию — адвокат Олега Брагина. |
| Юрий Назаров                   | Илья Кривицкий (6―8 сезоны) пенсионер, свëкр Ирины Павловой, отец Геннадия Кривицкого, дедушка Алексея Кривицкого. Скончался в 180-й серии. |
| Иван Агапов                    | Игорь Иванович Никонов (5—7 сезоны) полковник МВД, следователь. С 117-й по 120-ю серию — вёл дело Константина Лазарева. В 135-й серии умер от перитонита. |
| Елена Ворончихина              | Шанцева (5—6 сезоны) вдова погибшего байкера. С 110-й по 115-ю серию — пациентка Склифа с неоперабельной опухолью головного мозга. В 108-й серии подала иск против Олега Брагина, в результате которого он был уволен. Позднее была прооперирована по методике Брагина. |
| Владимир Долматовский          | Антон (6―9 сезоны) муж Татьяны Третьяковой, ВИЧ-инфицирован. Отец Антона. В 9 сезоне был убит на улице неизвестными людьми. |
| Артём Осипов                   | Игорь Янин (6 сезон) пациент Склифа с неоперабельной опухолью головного мозга. Друг Марины Нарочинской. В 128-й серии — умер во время операции. |
| Екатерина Воронина             | Кристина Ханина (6—11 сезоны) дочь Анны и Михаила Ханиных, студентка биологического факультета МГУ. Жена (с 10-го сезона) Никиты Куликова. В 195-й серии вместе с Никитой уехала на ПМЖ в Турцию. |
| Вероника Волоха, Николь Плиева | Тамара Олеговна Брагина (6―8, с 10-го сезона) дочь Эммы Луспарян и Олега Брагина. |
| Игорь Гордин                   | Анатолий Борисович Алеников (7―9 сезоны) отец Толика, муж/бывший муж Елены Алениковой (умерла, когда сыну Анатолию было 17 лет, выпала из окна во время ссоры с мужем), влиятельный чиновник из Минздрава. Любовник/жених Ирины Павловой. В 172-й серии умер от разрыва аневризмы. |
| Татьяна Догилева               | Елена Николаевна Полякова (7―8 сезоны) мама Александра Полякова. |
| Ася Калинина                   | Елена Хромова (8―9 сезоны) вдова Григория Хромова, невестка Ивана Хромова, мама Илюши Хромова. В 164-й серии умерла от рака. |
| Савелий Кудряшов               | Илья Григорьевич Хромов (с 8-го сезона) сын Елены и Григория Хромовых, внук Ивана Хромова. В 170-й серии усыновлён Константином Лазаревым и Александрой Покровской. |
| Александр Коротков             | Георгий Успенский (8―10 сезоны) сын Ирины Успенской, в 187-й серии уехал работать в заповедник на Байкале. |
| Денис Карасёв                  | Вячеслав Никофоров (8―9 сезоны) учитель физики, бывший пациент Склифа, бывший возлюбленный Нины Дубровской. Персонаж исчез из сериала в связи со смертью артиста. |
| Валерий Афанасьев              | Иван Александрович Фролов (9 сезон) бывший муж Ирины Успенской, пациент Склифа, разыскивался полицией, арестован в 172-й серии |
| Анна Дубровская                | Елена Ивановна Барыкина (9―10 сезоны) судья, слушавшая дело Сергея Куликова, затем его возлюбленная, расстались в 180-й серии. |
| Александр Ревенко              | Николай Евгеньевич Сперанский (9―10 сезоны) муж Тамары Сперанской, бывший авиадиспетчер. |
| Игорь Бочкин                   | Владимир Королёв (9—11 сезоны) бывший возлюбленный Нины Дубровской. Расстались в 206-й серии. Отец Александра и Марии Королёвых. |
| Елена Симонова                 | Маргарита Волошина (10―11 сезоны) жена/бывшая жена Андрея Волошина. |
| Матвей Семёнов                 | Александр Владимирович Королёв (10—11 сезоны) сын Владимира Королёва, брат Марии Королëвой. |
| Мария Воеводина                | Мария Владимировна Королёва (Маня) (10—12 сезоны) дочь Владимира Королёва, сестра Александра Королëва. |
| Александр Девятьяров           | Егор Дмитриевич Разин (10—11 сезоны) главврач благотворительного медицинского центра, был влюблён в Александру Покровскую, в 11-м сезоне погиб в автокатастрофе. |
| Наталья Тетенова               | Светлана (с 11-го сезона) новая возлюбленная Сергея Куликова. |
| Ольга Кузнецова                | Зоя Павловна Дементьева (с 11-го сезона) тётя Марины Нарочинской. |
| Сергей Никоненко               | Дмитрий Сергеевич Дубровский (с 12-го сезона) отец Нины Дубровской, дедушка Паши и Вари. Бывший карточный шулер, приехал в Москву после окончания срока заключения. С 222-й серии работает в ресторане Склифа. |
| Сейдулла Молдаханов            | Сергей Ильдарович Саралеев (с 12-го сезона) отец Эльчина Саралеева. |

## Приглашённые звёзды
| Актёр       | Роль                                                                                       |
| ----------- | ------------------------------------------------------------------------------------------ |
| Ефим Шифрин | актёр медицинских сериалов, в 40-й серии попал в НИИ им. Н.В. Склифосовского с отравлением |